# Carme Ribas Seix
Carme Ribas Seix   (Barcelona, 1956) és una arquitecta i professora de paisatgisme catalana.

## Biografia
És formà com a arquitecta a l'Escola Tècnica Superior d'Arquitectura de Barcelona (ETSAB-UPC), on també va cursar el màster en Arquitectura del Paisatge, obtenint el 1985 el diploma, i on ha exercit com a professora de paisatgisme i de projectes arquitectònics.
La seva carrera professional, que ha abordat amb una manifesta sensibilitat cap a la condició urbana, va començar al Servei de Projectes Urbans de l'Ajuntament de Barcelona (1980-1987), des d'on va ser partícip de la democratització dels espais públics de la ciutat. Des del 1987 fins al 2017 va compartir despatx amb Pere Joan Ravetllat on van dur a terme el desenvolupament de projectes que, des de l'habitatge social, passant pels equipaments públics i fins a la millora d'espais urbans, van apostar per una arquitectura al servei de la ciutat i la societat. Entre els seus projectes destaquen la recuperació del torrent de Vallparadís a Terrassa (2001) i la urbanització del passeig de Garcia Fària a Barcelona (2004), ambdues publicades a l'arxiu digital del Premi Europeu de l'Espai Públic Urbà; la rehabilitació del Mercat de Sant Antoni (2018), el Campus Universitari URV de Tortosa, obra seleccionada als premis FAD d'Arquitectura el 2012; i més recentment, els habitatges per gent gran de Quatre Camins de 2018, menció Premis Construcció Sostenible, entre d'altres. El 2018 va assumir la gerència del Consorci del Besòs.
Va ser co-editora de la revista A-30 durant el període de 1986-88, també ha publicat el seu propi treball en varies revistes nacionals i internacionals, realitzades des de 1985 amb el Pere Joan Ravetllat. Des del 1987 és professora de Projectes Arquitectònics a l'Escola Tècnica Superior d'Arquitectura de Barcelona (ETSAB), on també ha exercit com a professora del Màster de Paisatgisme. La seva obra ha estat publicada a diverses revistes nacionals i internacionals. Entre els seus articles s'hi inclouen El retorn al subsòl: tres museus del segle xx (DPA 21, 2005) i Habitatge públic a la ciutat. Tres Acotacions (Qüestions d'Habitatge núm.19. Repensar el PMHB, 2016), entre d'altres. Entre les seves aportacions més recents al camp de la reflexió, cal remarcar l'article La permanencia de las infraestructuras, dins la publicació Arquitectura e infraestructuras (edició a càrrec d'Elías Torres, Fundación Esteyco, Madrid, 2011) o la seva participació al llibre Habitar millor: converses sobre habitatge (Foment de les Arts i del Disseny – FAD, Barcelona, 2008).

## Obres
- 2007 - 2018 Mercat de Sant Antoni: rehabilitació[5]
- 2010 - 2016 Habitatges amb serveis per a gent gran Quatre Camins[6]
- Consolidació estructural i restauració de l'envolvent de l'antiga Caserna La Remunta (L'Hospitalet de Llobregat)
- 2012 Seu de Ràdio Nacional[7]
- Fàbrica Marfà (Girona)[8]

## Premis i reconeixements
- Primer Premi XV Premis Arquitectura de Girona per la rehabilitació de la Fàbrica Marfà.[8]